# Til et Annet
Til et Annet es el segundo álbum de estudio de la banda noruega de Black metal Trelldom

## Lista de canciones
1. "Glave Til en Kommende Natt" – 5:44
2. "Min Död Til Ende" – 5:00
3. "Til et Annet" – 4:39
4. "Til Is Skal Eg Forbli" – 4:08
5. "Goinfylking - Til Krig" – 5:32
6. "Röyt Opp I Dypet" – 5:10
7. "Gonar Dreyri " – 10:49

- Datos: Q6146903